# George Shiras junior

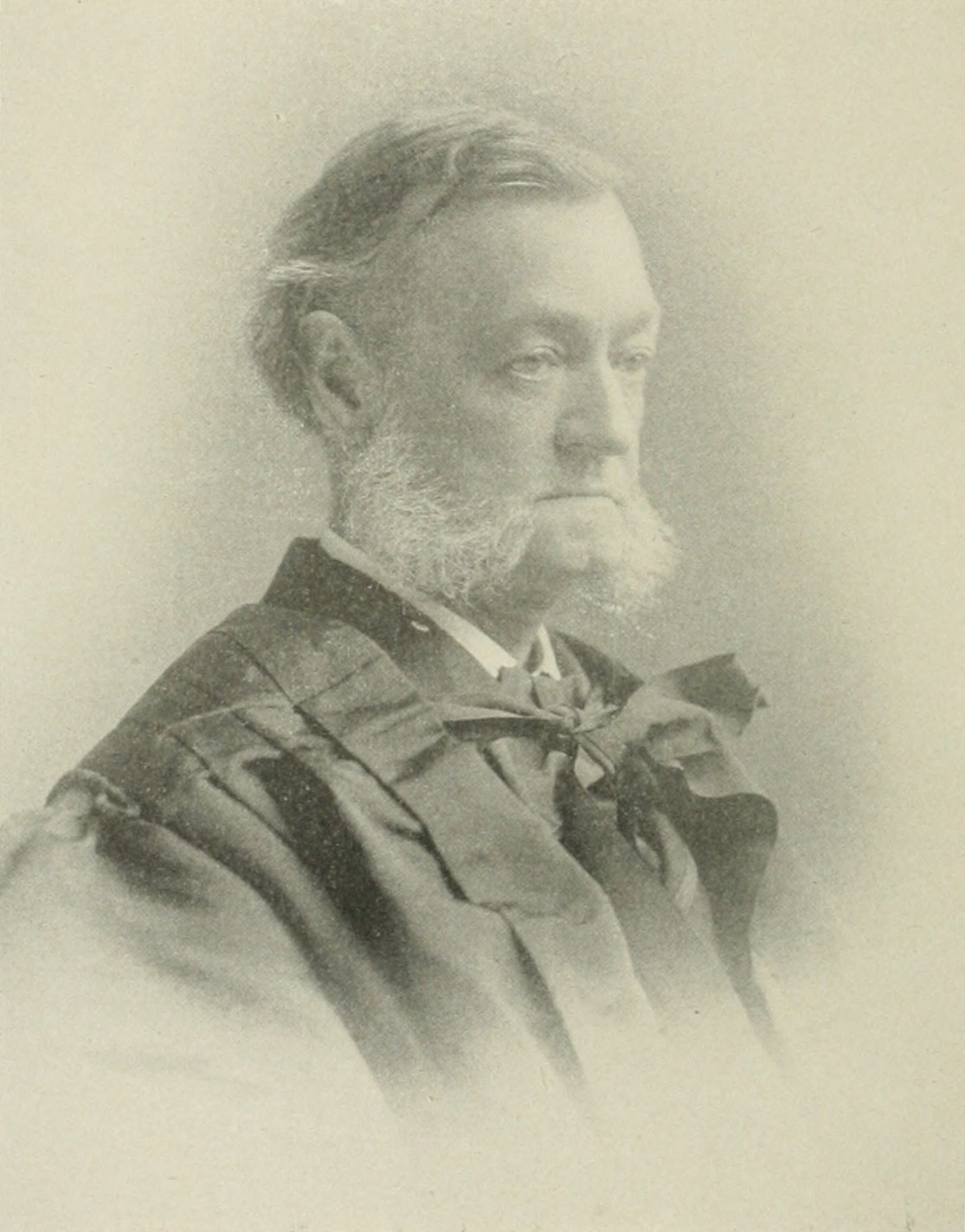
George Shiras, Jr. (1899)

George Shiras, Jr. (* 26. Januar 1832 in Pittsburgh, Pennsylvania; † 2. August 1924 ebenda) war ein US-amerikanischer Jurist, der unter anderem Richter am Obersten Gerichtshof der USA (US Supreme Court) war.

## Leben
Shiras, Sohn eines aus Schottland stammenden Brauereibesitzers und Kaufmanns, studierte nach dem Schulbesuch an der Yale University und schloss dieses Studium 1853 mit einem Bachelor of Arts (B.A.) ab. Nach einem anschließenden postgradualen Studium der Rechtswissenschaften an der Law School der Yale University erhielt er 1855 die anwaltliche Zulassung im Bundesstaat Pennsylvania und war danach fast vierzig Jahre als Rechtsanwalt in Dubuque und in Pittsburgh tätig.
Nach dem Tod von Joseph P. Bradley am 22. Januar 1892 wurde er von US-Präsident Benjamin Harrison zum Beigeordneten Richter am Obersten Gerichtshof der USA ernannt und übte dieses Amt mehr als zehn Jahre bis zu seinem Rücktritt am 23. Februar 1903 aus. Nachfolger wurde anschließend der frühere US-Außenminister und vorherige Richter am US Court of Appeals William R. Day.
Während seiner Zugehörigkeit zum US Supreme Court verfasste er die Urteilsbegründungen zu 253 Mehrheitsentscheidungen sowie zu 14 abweichenden Meinungen. Er wirkte an folgenden bedeutenden Entscheidungen mit:
- In dem Verfahren Pollock v. Farmers' Loan & Trust Co. (1895) hatte der Oberste Gerichtshof über das durch das Wilson–Gorman Tariff Act eingeführte Einkommensteuergesetz von 1894 (Income Tax Act of 1894) zu entscheiden. Das Gericht entschied, dass die durch dieses Gesetz eingeführten Einkommensteuern auf Zinsen, Dividenden und Mieten direkte Steuern sind und dass das Gesetz gegen die Verfassung der Vereinigten Staaten verstoße, da deren Erhebung in den Bundesstaaten proportional zur Bevölkerung durchgeführt werden müsse.[1][2]
- In dem Verfahren Plessy v. Ferguson (1896)[3] hatte das Gericht darüber zu entscheiden, ob ein Gesetz des Staates Louisiana, das getrennte Abteile für Bürger weißer und schwarzer Hautfarbe in Eisenbahnzügen vorschrieb, gegen die US-Verfassung verstoße. Es verneinte dies in einer von Brown verfassten Urteilsbegründung mit 7 zu 1 Richterstimmen und erklärte damit die Bereitstellung getrennter Einrichtungen für Weiße und Schwarze unter bestimmten Voraussetzungen für zulässig. Durch dieses Urteil wurde damit de facto das Prinzip Separate but equal, also „getrennt aber gleich“, als Basis der Rassentrennung in den Südstaaten etabliert. John Marshall Harlan vertrat eine Mindermeinung gegen diese Grundsatzentscheidung. Die Entscheidung Plessy v. Ferguson wurde erst 1954 durch das Urteil im Fall Brown v. Board of Education wieder aufgehoben.

Nach seinem Tod wurde er auf dem Allegheny Cemetery in Pittsburgh beigesetzt. Sein Sohn George Shiras III war sowohl republikanisches Mitglieder des US-Repräsentantenhauses für Pennsylvania als auch ein angesehener Fotograf, der vor allem durch sein zweibändiges Werk Hunting Wild Life with Camera and Flashlight : a Record of Sixty Five years' Visits to the Woods and Waters of North America bekannt wurde, das 960 Naturfotografien enthielt.

## Hintergrundliteratur
- Justice George Shiras, Jr., of Pittsburgh, Associate Justice of the United States Supreme Court, 1892-1903, 1953